# Gottlieb Hufeland

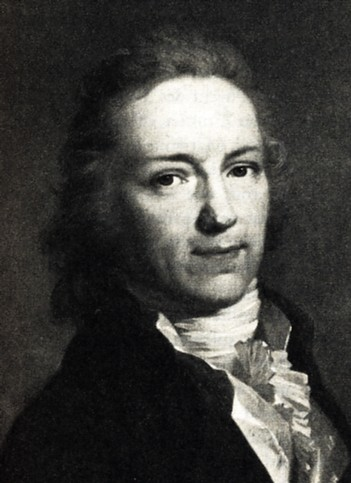
Gottlieb Hufeland; Gemälde von Johann Friedrich August Tischbein.

Gottlieb Hufeland (* 19. Oktober 1760 in Danzig; † 18. Februar 1817 in Halle/Saale) war ein deutscher Rechtswissenschaftler. Er war Professor in Jena, Würzburg, Landshut und Halle, lehrte römisches Recht, deutsches Privatrecht, Naturrecht und öffentliches Recht sowie Staatswirtschaft. Hufeland war einer der Ersten, der den Begriff Volkswirtschaftslehre benutzte. Von 1808 bis 1812 war er Bürgermeister von Danzig.

## Leben
Er war ein Sohn des Danziger Kaufmanns und Senators Daniel Hufeland (1701‒1766) und seiner Ehefrau Anna Constancia geb. Granzow und ein Enkel des Archidiakons Polycarp Elias Hufeland (* 1665, † 17. April 1714) aus dessen zweiter Ehe mit Concordia Wolff. Der Vater starb, als Hufeland sechs Jahre alt war. Nach dem Besuch des Gymnasiums in Danzig studierte er ab 1780 an den Universitäten Leipzig und Göttingen Philosophie, Rechtswissenschaft und Geschichte. In Jena promovierte er 1785 sowohl zum Doktor der Philosophie als auch des Rechts. Hufelands im selben Jahr erschienener Versuch über den Grundsatz des Naturrechts nahm Bezug auf die Philosophie Immanuel Kants und wurde von diesem aufgrund des „lebhaften, forschenden Geistes des Verfassers, von dem sich in der Folge Viel erwarten lasse“ gelobt.
Ab 1786 hielt er juristische Vorlesungen, zwei Jahre später wurde er zum außerordentlichen und 1790 zum ordentlichen Professor des Rechts an der Universität Jena ernannt. Auf dem Titelblatt eigener Veröffentlichungen nannte Hufeland sich selbst „der Welt-Weisheit und Rechte Doctor und der letztern öffentlicher Lehrer auf der Universität zu Jena“.
In Jena lernte er auch Friedrich Schiller kennen, der Hufeland in einem Brief an Johann Gottfried Körner 1787 als „ein still denkender Geist voll Salz und tiefer Forschung“ beschrieb. Hufeland besorgte von 1788 bis 1799 einen Großteil der geschäftlichen Arbeit der Allgemeinen Literatur-Zeitung, die in Jena von Friedrich Justin Bertuch gemeinsam mit Christian Gottfried Schütz und Christoph Martin Wieland herausgegeben wurde. 
Hufeland übernahm 1793 den Jenaer Lehrstuhl für Lehenrecht und wurde beisitzender Richter des Schöppenstuhles. Ab 1798 hatte er den Lehrstuhl für Institutionen inne. Hufeland wechselte 1803 als Professor der Pandekten an die Universität Würzburg. 1806 wurde er an die junge Universität Landshut berufen.
Die Bürgerschaft der infolge des Vierten Koalitionskriegs und des Friedens von Tilsit 1807 von Preußen abgetrennten, vom napoleonischen Frankreich abhängigen Republik Danzig wählte Hufeland 1808 zu ihrem Bürgermeister und Senatspräsidenten. Nominelles Staatsoberhaupt war indes der französische Marschall François-Joseph Lefebvre als „Herzog von Danzig“, vertreten durch den Gouverneur Jean Rapp. Angesichts der laut Hufeland „immer drohender heranrückenden Ungewitter“ – womit er auf Napoleons Russlandfeldzug Bezug nahm – trat er im März 1812 als Bürgermeister zurück.
Hufeland kehrte nach Landshut zurück, wo ihm die Professur für römisches Recht, Polizei und Staatswirtschaft angeboten wurde. Mit der bayerischen Regierung Maximilian von Montgelas’ konnte er sich aber nicht auf die Höhe seiner Vergütung einigen und wechselte daraufhin zu Ostern 1816 an die Universität Halle. Dort lehrte er bis zu seinem Tod an einem „Lungenschlag“ im Februar 1817.

## Familie
Hufeland verehelichte sich 1793 mit Konradine Louise Wilhelmine Wiedemann (1776‒1823). Der Ehe entstammten vier Kinder: Anna Victoria Rosalia Mathilde (* 1794), Johanna Friederika Theresia (* 1796), Adolph August Wilhelm (* 1. Juli 1798 in Jena; † 22. Juni 1862 in Berlin), Franziska Angelika Karolina (* 31. Oktober 1800). Adolf heiratete Rosalie Hufeland (1801‒1846), Tochter des Mediziners Christoph Wilhelm Hufeland (1762‒1836), Urenkel von Polycarp Elias Hufeland aus dessen erster Ehe mit Ursula Watson. Adolf wurde Stadtgerichtsrat in Berlin; 1849 führte er den Vorsitz im Kriegsgericht gegen die „Maigefangenen“.

## Werke (Auswahl)
- Versuch über den Grundsatz des Naturrechts, nebst einem Anhange. Göschen, Leipzig 1785. Digitalisat. (Reprint: De Gruyter, Berlin und Boston 2019, ISBN 9783111489742. degruyter.com.)
- Lehrsätze des Naturrechts und der damit verbundenen Wissenschaften. Christ. Heinr. Cuno's Erben, Jena 1790 (Digitalisat). (Unveränderter Neudruck: Auvermann, Glashütten im Taunus 1973.)
- Lehrbuch der Geschichte und Encyclopädie alter in Deutschland geltenden positiven Rechte. Akademische Buchhandlung, Jena 1796.
- Einleitung in die Wissenschaft des heutigen deutschen Privatrechts. Akademische Buchhandlung, Jena 1796. – Nachdruck: Keip, Goldbach (bei Aschaffenburg) 2004, ISBN 978-3-8051-1035-8.
- Institutionen des gesammten positiven Rechts oder systematische Encyklopädie der sämmtlichen allgemeinen Begriffe und unstreitigen Grundsätze aller in Deutschland geltenden Rechte. Akademische Buchhandlung, Jena 1803 (Digitalisat)
- Neue Grundlegung der Staatswirthschaftskunst. Erster Theil 1807, Zweyter Band 1815.
- Ueber den eigenthümlichen Geist des Römischen Rechts im Allgemeinen und im Einzelnen mit Vergleichungen neuer Gesetzgebungen. Eine Reihe von Abhandlungen, welche zugleich als erläuterndes Handbuch über die ungewöhnlichen Darstellungen in dem Lehrbuch des gemeinen Civilrechts dienen können. Georg Friedrich Tasche, Gisen. Erster Theil 1815, Zweiten Theils Erste Abtheilung 1816, Zweiten Theils Zweite Abtheilung 1817.
- Erinnerungen aus meinem Aufenthalt in Danzig in den Jahren 1808 bis 1812. Neue Beyträge zur Zeitgeschichte zugleich auch zur reinen Aufklärung mancher Vorgänge für meine Landsleute. Friedrich Nicolovius, Königsberg 1815. (Digitalisat)
- Nachtrag zu den Erinnerungen aus meinem Aufenthalt in Danzig. Königsberg 1815. (Digitalisat)